# Anne-Charlotte Gautier
Pour les articles homonymes, voir Gautier.
Anne-Charlotte Gautier, née en 1980, est une autrice de bande dessinée et illustratrice française.

## Biographie
Anne-Charlotte Gautier naît en 1980.
Après des études à l'École supérieure des arts décoratifs de Strasbourg en section illustration (sous la direction de Claude Lapointe), Anne-Charlotte Gautier participe à la revue Dopututto des éditions Misma et y publie en 2009 son premier livre de bande dessinée, Peau de lapin (réédité en 2013),.
À partir de 2015, son travail s'oriente vers des thématiques LGBTQIA+ avec notamment la publication de L'enterrement de mes ex aux éditions 6 pieds sous terre et Justin aux éditions Delcourt. Elle travaille en parallèle en tant qu'illustratrice pour la presse et l'édition jeunesse.

## Publications

### Albums

#### Sous le pseudonyme de Baz Gauthier
- L'AQAB Catch Club, Labrys, Janvier 2025

#### Sous le pseudonyme de Gauthier
- Peau de lapin, Misma, 2013  (ISBN 978-2-916254-28-9)
- L'enterrement de mes ex, 6 Pieds sous terre, 2015  (ISBN 978-2-35212-110-7)
- Justin, Delcourt, 2016  (ISBN 978-2-75607-236-4)